# Ålgård/Figgjo
Ålgård/Figgjo este o localitate din provincia (fylke) Rogaland, Norvegia, cu o suprafață de 4,16 km2 și o populație de 10.357 locuitori (2013).